# Прут Йосиф Леонідович
Прут Йосиф Леонідович (1900—1996) — радянський, російський кінодраматург. Лауреат Державної премії СРСР (1942, 1950) за фільми: «Секретар райкому» й «У мирні дні». Заслужений діяч мистецтв РРФСР (1983).
Народився 15 листопада 1900 р. в Таганрозі. Закінчив два курси Центрального політехнічного училища в Парижі.
Учасник Німецько-радянської війни.
З кінця 20-х років виступав як сценарист. Автор сценаріїв українських стрічок: «Ескадрилья № 5» (1939), «У мирні дні» (1950), «„Богатир“ йде в Марто» (1954).
Нагороджений медалями. Був членом Спілки письменників Росії.
Помер 16 липня 1996 р. (Берестя, Білорусь).